# Wolfgang Kulenkampff
Wolfgang Kulenkampff (* 1941) ist ein deutscher Speditionskaufmann und Manager. Er leitete unter anderem von 2000 bis 2005 die Speditions- und Logistikgruppe J.H. Bachmann in Bremen und befindet sich seit 2007 im Ruhestand.

## Biografie
Kulenkampff stammt aus der Bremer Kaufmannsfamilie Kulenkampff. Er absolvierte nach seiner schulischen Ausbildung ab 1960 eine Lehre als Speditionskaufmann beim Bremer Handelshaus J.H. Bachmann (JHB) und konzentrierte sich dann auf die internationale Logistik. Nach mehrjähriger Aus- und Weiterbildung in den USA und in Spanien war er für JHB unter anderem sechs Jahre lang in Brasilien tätig und übernahm dort sowie in allen wesentlichen Ländern Südamerikas den Aufbau und die Leitung von Tochtergesellschaften.
1982 wechselte Kulenkampff zur damaligen Haniel Spedition (später Thyssen Haniel Logistic GmbH (THL)), für die er als Mitglied der Geschäftsführung schwerpunktmäßig in Brasilien eine Beteiligung an einem der größten Logistikunternehmen des Landes betreute. Im Zuge der anstehenden Fusion von Thyssen und Krupp zur ThyssenKrupp verkaufte der Thyssen-Konzern seine Transportsparte im Jahr 1998 an die belgische Staatsbahn (NMBS/SNCB), welche die dabei unter anderem erworbene THL in ABX Logistics GmbH umbenannte und weiterführte. Infolge von Meinungsverschiedenheiten mit dem neuen Gesellschafter schieden bald mehrere ABX-Geschäftsführer aus, darunter 1999 auch Kulenkampff.
Er ging dann zur Imperial Logistics International GmbH & Co. KG (ab 2004 Imperial Logistics International GmbH) mit Sitz in Duisburg. Unter dem Dach der umbenannten Imperial Logistics International führte die südafrikanische Imperial Holdings die Logistikgruppe nestrans Logistik GmbH weiter, die sie ihrerseits im Zuge der Thyssen-Krupp-Fusion im Jahr 1999 von der ThyssenKrupp Materials & Services AG gekauft hatte. Dabei kam unter anderem auch die 1996 von Krupp gekaufte Bremer J.H. Bachmann GmbH zur Imperial Holdings bzw. Imperial Logistics International.
Kulenkampff wurde Mitglied der Geschäftsführung der Imperial Logistics International und übernahm dort 2000 als Vorsitzender die J.H. Bachmann Gruppe, die damals einen Umsatz von 450 Millionen DM erwirtschaftete. Er verstärkte die Auslandsaktivitäten von JHB und baute neben deren klassischen Firmenbereichen See- und Luftfracht den Sammelverkehr, den Bereich „Projekttransporte“ und die Automotive Logistik des 1775 gegründeten Bremer Traditionsunternehmens weiter aus. Als die Tochtergesellschaft J.H. Bachmann, Südafrika, 2001 mit dem südafrikanischen Speditionsunternehmen Megafreight fusionierte, wurde Kulenkampff Mitglied des Boards der neuen Gesellschaft Bachmann Megafreight mit Sitz in Johannesburg. Mit einer damaligen Umsatzgröße von 1 Milliarde Rand (etwa 310 Millionen DM) gehörte Bachmann Megafreight zu den zehn größten internationalen Speditionen des Landes.
Im Jahr 2005 verkaufte Imperial Holdings die J.H. Bachmann GmbH an den dänischen Logistikkonzern DSV A/S, der JHB (heute DSV Air & Sea GmbH) in seine Luft- und Seefracht-Sparte DSV Air & Sea Division integrierte. Nach insgesamt 26-jähriger Tätigkeit für J.H. Bachmann gab Kulenkampff nach dem Verkauf 2005 die JHB-Unternehmensleitung ab und war fortan beratend für Imperial Logistics International tätig; unter anderem leitete er dort ab 2006 den Bereich Unternehmensentwicklung.
Wolfgang Kulenkampff ging am 1. April 2007 in den Ruhestand.